# Conferenza politica consultiva del popolo cinese
La Conferenza politica consultiva del popolo cinese (中國人民政治協商會議T, 中国人民政治协商会议S, Zhōngguó Rénmín Zhèngzhì Xiéshāng HuìyìP,) è un'istituzione della Repubblica Popolare Cinese. Si tratta dell'organizzazione incaricata di rappresentare i partiti politici della Repubblica Popolare, sotto la direzione del Partito Comunista Cinese. Pur non avendo la stessa autorità legislativa del Congresso nazionale del popolo, la conferenza è la massima istituzione cinese con funzioni consultive. L'organizzazione è composta da delegati provenienti dalle più importanti organizzazioni e partiti politici membri del Fronte Unito, e partecipano anche personalità indipendenti. La percentuale di rappresentanza delle varie parti è determinata in base a una convenzione prestabilita come negoziata tra le parti.
L'organo effettivo della conferenza è il Comitato nazionale della Conferenza politica consultiva del popolo cinese (中国人民政治协商会议全国委员会S, Zhōngguó Rénmín Zhèngzhì Xiéshāng Huìyì quánguó WěiyuánhuìP), che si riunisce tradizionalmente in concomitanza col Congresso nazionale del popolo ed è diretta da un presidente. Ad oggi, tutti i presidenti sono stati membri del Partito Comunista Cinese.
A livello locale esistono comitati locali della conferenza (provinciali, municipali e delle regioni autonome) che svolgono la stessa funzione del Comitato nazionale, ma con valenza locale.
L'organo di stampa ufficiale è il Renmin zhengxie wang.

## Storia
Una prima conferenza fu fondata nel 1945, durante la guerra civile cinese, come punto di dialogo fra il Kuomintang, il Partito Comunista e gli altri partiti democratici cinesi. Tale conferenza tenne solamente una seduta, dal 10 al 31 gennaio 1946, e non ottenne risultati soddisfacenti.
Il 21 settembre 1949, a seguito della vittoria comunista, fu istituita a Pechino la Conferenza politica consultiva del popolo cinese, che divenne di fatto l'assemblea parlamentare, legislativa e costituzionale della Cina socialista. Durante la sua prima sessione plenaria tra il 21 e il 30 settembre 1949, adottò il Programma comune e la Legge organica della CPCPC, elesse il Governo popolare centrale e diede inizio ai lavori per la Costituzione. Scelse inoltre Pechino come capitale della futura Cina socialista, la bandiera nazionale, la Marcia dei Volontari come inno nazionale e decise di adottare il calendario gregoriano e rinominare Beiping in Beijing. Il 1º ottobre 1949, la Conferenza politica consultiva proclamò la nascita della Repubblica Popolare Cinese.
Dal 14 al 23 giugno 1950, si tenne a Pechino la seconda sessione del primo Comitato nazionale della CPCPC e fu approvata la bozza della riforma della terra, l'istituzione di comitati locali del CPCPC e fu scelto lo stemma della Repubblica Popolare Cinese.
Nel 1953, fu presentato il primo piano quinquennale della Cina.
Il 16 marzo 1954 iniziarono i lavori per la stesura di una bozza della legge fondamentale del Paese e sette mesi dopo fu varata la Costituzione cinese, che trasferì le funzioni legislative al Congresso nazionale del popolo e diede alla conferenza solo quelle consultive. Dal 21 al 25 dicembre dello stesso anno, la prima sessione del secondo comitato nazionale della Conferenza adottò la Carta del CPCPC.
Durante gli anni cinquanta, sessanta e settanta, la Conferenza coordinò i partiti e i gruppi etnici della Cina e favorì lo sviluppo nazionale. A partire dal 1978, con l'ascesa al potere di Deng Xiaoping, la Conferenza divenne più coesa e si concentrò sulla promozione delle riforme di apertura, di mercato e di modernizzazione.
Dal 24 novembre all'11 dicembre 1982, si tenne la quinta sessione del quinto Comitato nazionale della CPCPC, che approvò una nuova Carta e discusse le bozze degli emendamenti alla Costituzione.

## Struttura

### Comitato nazionale
Il massimo organo della conferenza è il Comitato nazionale, che funziona da assemblea plenaria della conferenza e viene rinnovato ogni cinque anni. A capo dell'istituzione vi è il presidente, assistito dal segretario generale del Comitato e da un numero non precisato di vicepresidenti, che vanno a formare il Comitato permanente del Comitato nazionale. Secondo la carta della CPCPC, il Comitato nazionale deve includere il Partito Comunista Cinese, i partiti democratici attivi in Cina, personaggi pubblici senza partito, organizzazioni popolari, minoranze etniche e delegati di Hong Kong, Macao e Taiwan.
Il Comitato nazionale deve organizzare una sessione plenaria ogni anno,  e ha il compito di emendare la Carta della CPCPC, eleggere il presidente, il vicepresidente, il segretario generale, deliberare ed emanare risoluzioni, partecipare alla discussione delle principali politiche statali e avanzare proposte e critiche.

#### Comitato permanente
Al Comitato nazionale è subordinato il Comitato permanente, con il compito di occuparsi giorno per giorno degli affari del Comitato nazionale. La struttura di potere rispecchia quella del Comitato nazionale, e quest'ultimo ne elegge i membri durante le sessioni plenarie.
Il Comitato permanente supervisiona l'applicazione della Carta del CPCPC, convoca e presiede le sessioni plenarie del Comitato nazionale, esegue le risoluzioni prese durante i plenum, esamina e adotta le risoluzioni più importanti da presentare al Congresso nazionale del popolo e al Consiglio di Stato quando il Comitato nazionale non è in sessione, nomina o dimette i vice segretari generali del Comitato nazionale su proposta del Segretario nazionale, determina l'impostazione o l'alterazione della struttura di potere del Comitato nazionale e la nomina o la rimozione dei membri principali.

#### Comitati speciali
Al di sotto del Comitato nazionale vi è una rete di comitati speciali e uffici che si occupano dei vari settori politici, dagli affari esteri all'economia.
- Comitato per la gestione delle proposte (提案委员会S)
- Comitato per gli affari economici (经济委员会S)
- Comitato per l'agricoltura e gli affari rurali (农业和农村委员会S)
- Comitato della popolazione, delle risorse e dell'ambiente (人口资源环境委员会S)
- Comitato dell'educazione, della scienza, della salute e dello sport (教科卫体委员会S)
- Comitato per gli affari sociali e legali (社会和法制委员会S)
- Comitato per gli affari etnici e religiosi (民族和宗教委员会S)
- Comitato della cultura, della storia e dello studio (文化文史和学习委员会S)
- Comitato per le relazioni con Hong Kong, Macao, Taiwan e i Cinesi d'oltremare (港澳台侨委员会S)
- Comitato degli affari esteri (外事委员会S)

### Presidente
La massima autorità del CPCPC è il presidente del Comitato nazionale e presiede il lavoro del Comitato permanente, assistito dai vice-presidenti e dal segretario generale. Dal 1949, i presidenti del Comitato nazionale sono stati i seguenti:
- Mao Zedong (ottobre 1949 - dicembre 1954)
- Zhou Enlai (dicembre 1954 - 8 gennaio 1976)
- Vacante, direzione collegiale dei vicepresidenti (gennaio 1976 - marzo 1978)
- Deng Xiaoping (marzo 1978 - giugno 1983)
- Deng Yingchao (giugno 1983 - aprile 1988)
- Li Xiannian (aprile 1988 - 21 giugno 1992)
- Vacante, direzione collegiale dei vicepresidenti (21 giugno 1992 - marzo 1993)
- Li Ruihuan (marzo 1993 - marzo 2003)
- Jia Qinglin (marzo 2003 - marzo 2013)
- Yu Zhengsheng (marzo 2013 - marzo 2018)
- Wang Yang (marzo 2018 - marzo 2023)[1]
- Wang Huning (marzo 2023 - )

### Comitati locali
La Conferenza politica consultiva possiede comitati locali a livello di ogni suddivisione amministrativa della Cina. L'organizzazione di ogni comitato locale rispecchia quella a livello nazionale e la gerarchia segue i principi del centralismo democratico.

## Membri
A giugno 2017, il Comitato nazionale era composto da 2200 membri.

### Fronte Unito
Il Fronte Unito possiede un totale di 536 seggi al Comitato nazionale.
- Partito Comunista Cinese (97)
- Comitato Rivoluzionario del Kuomintang (65)
- Lega Democratica Cinese (65)
- Associazione di Costruzione Nazionale Democratica della Cina (64)
- Associazione Cinese per la Promozione della Democrazia (45)
- Partito Democratico Cinese dei Contadini e dei Lavoratori (45)
- Società 3 Settembre (44)
- Partito della Cina per l'Interesse Pubblico (29)
- Lega di Autogoverno Democratico di Taiwan (20)

I rimanenti 62 seggi sono stati assegnati a figure politiche indipendenti.

### Organizzazioni popolari
Alle organizzazioni popolari sono stati assegnati 307 seggi in totale
- Federazione delle Donne di tutta la Cina (64)
- Federazione dell'Industria e del Commercio di tutta la Cina (61)
- Federazione dei Sindacati di tutta la Cina (60)
- Associazione cinese per la Scienza e la Tecnologia (43)
- Federazione della Gioventù di tutta la Cina (28)
- Federazione dei rimpatriati d'oltremare di tutta la Cina (27)
- Federazione dei Compatrioti di Taiwan di tutta la Cina (15)
- Lega della Gioventù Comunista Cinese (9)

### Rappresentanti di settore
1357 seggi sono assegnati ai rappresentanti di diversi settori:
- Settore economico (149)
- Settore letterario e artistico (142)
- Settore dell'istruzione (113)
- Settore della scienza e della tecnologia (110)
- Settore del minoranze etniche (101)
- Settore della medicina e della salute (88)
- Settore delle scienze sociali (71)
- Settore agricolo (67)
- Settore delle religioni (65)
- Settore della stampa e dell'editoria (44)
- Settore degli attivisti internazionali per l'amicizia (42)
- Settore della previdenza sociale e della sicurezza sociale (37)
- Settore dello sport (21)

### Inviati speciali
- Inviati speciali di Hong Kong (124)
  - Alleanza Democratica per il Miglioramento e il Progresso di Hong Kong (25)
  - Alleanza delle Imprese e dei Professionisti per Hong Kong (4)
  - Partito Liberale (4)
  - Federazione dei Sindacati di Hong Kong (2)
  - Associazioni delle Società dei Nuovi Territori (2)
  - Forum del Nuovo Secolo (1)
- Inviati speciali di Macao (29)
  - Unione degli Interessi dei Professionisti di Macao (2)
  - Associazione dei Cittadini Uniti di Macao (1)
  - Unione degli Interessi Commerciali di Macau (1)
  - Unione della Promozione del Progresso (1)
  - Unione per lo Sviluppo (1)
- Dignitari speciali dell'Esercito Popolare di Liberazione e della Polizia armata del popolo (154)